# 1288 Santa
1288 Santa (1933 QM) là một tiểu hành tinh vành đai chính được phát hiện ngày 26 tháng 8 năm 1933 bởi E. Delporte ở Uccle.